# Us (Peter Gabriel)
Us è il sesto album in studio del cantante britannico Peter Gabriel, pubblicato il 27 settembre 1992 dalla Real World Records.

## Il disco
Il tema principale dell'album sono le relazioni umane: infatti il titolo, Us, vuol dire appunto "Noi", parola con la quale Gabriel vuole intendere sia le relazioni fra due persone e invece fra tutte le persone. Più nello specifico Peter ha intenzione di trattare le sue relazioni con le donne, verso le quali dimostra molta sensibilità. L'album ha cominciato a prendere forma a partire dal divorzio definitivo con l'ormai ex moglie Jill Moore, la sua successiva separazione dall'attrice Rosanna Arquette, e molti brani trattano infatti questo argomento. La lavorazione comincia a partire dalla fine del 1990 e continua fino al 21 settembre 1992, circa una settimana prima dell'uscita ufficiale del disco.
All'interno del libretto di copertina si possono osservare delle opere, commissionate dallo stesso Gabriel a scultori e pittori, che rappresentano ciascuna canzone.
Us è stato prodotto da Daniel Lanois e Peter Gabriel, registrato e missato da David Bottrill, con contributi addizionali di Richard Blair.

## Tracce
Testi e musiche di Peter Gabriel.
1. Come Talk to Me (con Sinéad O'Connor) – 7:06
2. Love to Be Loved – 5:18
3. Blood of Eden (con Sinéad O'Connor) – 6:38
4. Steam – 6:03
5. Only Us – 6:30
6. Washing of the Water – 3:52
7. Digging in the Dirt – 5:18
8. Fourteen Black Paintings – 4:38
9. Kiss That Frog – 5:20
10. Secret World – 7:03

## Formazione
- Peter Gabriel – voce principale (tutte le tracce), tastiere (tutte le tracce), triangolo (traccia 1), programmazione (tracce 1, 2, 7–10), sintetizzatore basso (tracce 1, 3, 7, 9, 10), percussioni (tracce 2, 4, 9), valiha (traccia 2), arrangiamento corni (traccia 4), harmonica (traccia 9), flauto Messicano (traccia 10)
- Tony Levin – basso (tracce 1–7 e 10)
- David Rhodes – chitarra (tracce 1, 2, 4, 5, 7–10), chitarra 12 corde (traccia 3), solo chitarra (traccia 4)
- Manu Katché – batteria (tracce 1, 6, 7),  batteria elettrica (tracce 2, 4, 5, 10), percussioni (traccia 10)
- The Babacar Faye Drummers – sabar batteria (tracce 1 e 4)
- Doudou N'Diaye Rose – programmazione (tracce 1 e 10)
- David Bottrill – programmazione (tracce 1–4, 7, 10), programmazione addizionale (tracce 5 e 9), studio engineer
- Chris Ormston – bagpipes (traccia 1)
- Daniel Lanois – shaker (traccia 1), chitarra (tracce 1, 10), voci aggiuntive (traccia 1), hi-hat (traccia 3), voci (traccia 3), arrangiamenti corni (traccia 4), dobro su (tracce 8, 10)
- Richard Blair – tastiere aggiuntive (traccia 1), programmazione (tracce 4, 5, 7, 9), programmazioni aggiuntive (tracce 2, 3)
- Levon Minassian –  duduk (tracce 1, 3, 8)
- Sinéad O'Connor – voci (tracce 1, 3)
- Dmitri Pokrovsky Ensemble – voci (traccia 1)
- Hossam Ramzy – tabla (traccia 2), surdo (traccia 7)
- Daryl Johnson – batteria (traccia 2)
- William Orbit – programmazione (traccia 2), programmazioni aggiuntive (traccia 5)
- Bill Dillon – chitarra (tracce 2, 5)
- Mark Rivera – sassofono contralto (tracce 4, 6)
- Brian Eno – tastiere aggiuntive (traccia 2)
- L. Shankar – violino (tracce 2, 3, 5, 8)
- Caroline Lavelle – violoncello (tracce 2, 6, 10), arrangiamento archi (traccia 2)
- Wil Malone – arrangiamento archi (traccia 2, 6)
- Jonny Dollar – arrangiamento archi (traccia 2, 6)
- Richard Evans – ingegnere aggiuntivo (traccia 2), ingegnere di missaggio (traccia 8), mandolino (traccia 8)
- Gus Isidore – chitarra nella sezione ponte (bridge) (traccia 3)
- Richard Chappell – missaggio nella sezione ponte (traccia 3)
- Leo Nocentelli – chitarra (tracce 4, 7)
- Tim Green – sassofono tenore (tracce 4, 6)
- Reggie Houston – sassofono baritono (tracce 4, 6)
- Renard Poché – trombone (tracce 4, 6)
- Wayne Jackson – tromba (traccia 4), cornetta (traccia 6)
- Kudsi Erguner – ney, flauto (traccia 5), shaker (traccia 4)
- Ayub Ogada – voci (traccia 5, 7)
- Malcolm Burn – arrangiamento corni (traccia 6), violoncello sintetizzato aggiuntivo (traccia 10), idee aggiuntive di produzione (traccia 10)
- Mark Howard – registrazione corni (traccia 6)
- Babacar Faye – djembe (tracce 7, 8)
- Assane Thiam – tama (traccia 7), talking drum (traccia 8)
- Peter Hammill – voci (traccia 7)
- Richard Macphail – voci (traccia 7)
- John Paul Jones – surdo (traccia 8), basso (traccia 8), tastiere (traccia 8)
- Adzido Pan African Dance Ensemble – loop percussioni aggiuntive (traccia 9)
- Manny Elias – shaker Senegalese (traccia 9)
- Marilyn McFarlane – voci (traccia 9)

## Classifiche
| Classifica (1992) | Posizione massima |
| ----------------- | ----------------- |
| Australia         | 3                 |
| Austria           | 10                |
| Canada            | 4                 |
| Finlandia         | 1                 |
| Francia           | 2                 |
| Germania          | 1                 |
| Giappone          | 17                |
| Italia            | 3                 |
| Norvegia          | 7                 |
| Nuova Zelanda     | 6                 |
| Paesi Bassi       | 8                 |
| Regno Unito       | 2                 |
| Spagna            | 7                 |
| Stati Uniti       | 2                 |
| Svezia            | 2                 |
| Svizzera          | 2                 |